# سیزدهم
سیزدهم (انگلیسی: Thirteenth) فاصلهای در موسیقی کلاسیک است که از ترکیبِ یک اکتاو و یک «فاصلهٔ ششم» به وجود می‌آید. از آنجایی که تنها هفت «درجه» در مقیاسِ گام دیاتونیک وجود دارد، فاصلهٔ سیزدهم ترکیبی از درجه ششم شناخته می‌شود و فاصله‌ای «مطبوع» است. فاصلهٔ سیزدهم در بسیاری از سبک‌ها به ویژه جاز، در شکل آکورد مورد استفاده قرار می‌گیرد و برای اینکه مشخص باشد، معمولاً به صورت پایه از نت مبدأ قرار می‌گیرد.

## سیزدهم بزرگ
فاصلهٔ «سیزدهم بزرگ» از ترکیبِ یک «اکتاو» و یک ششم بزرگ به وجود می‌آید و معکوس آن سوم کوچک است. دارای ۲۱ نیم‌پرده (یک اکتاو و ۹ نیم‌پرده) است و فاصلهٔ آن در اعتدال مساوی از نت پایه، ۲۱۰۰ سنت است.

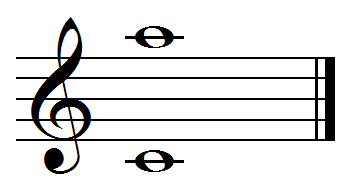
فاصله «سیزدهم بزرگ» در گام دو ماژور

## سیزدهم کوچک
فاصله «سیزدهم کوچک» از ترکیبِ یک «اکتاو» و یک ششم کوچک به وجود می‌آید و معکوسِ آن سوم بزرگ است. دارای ۲۰ نیم پرده (یک اکتاو و ۸ نیم‌پرده) است و فاصله آن در اعتدال مساوی از نت پایه، ۲۰۰۰ سنت است.

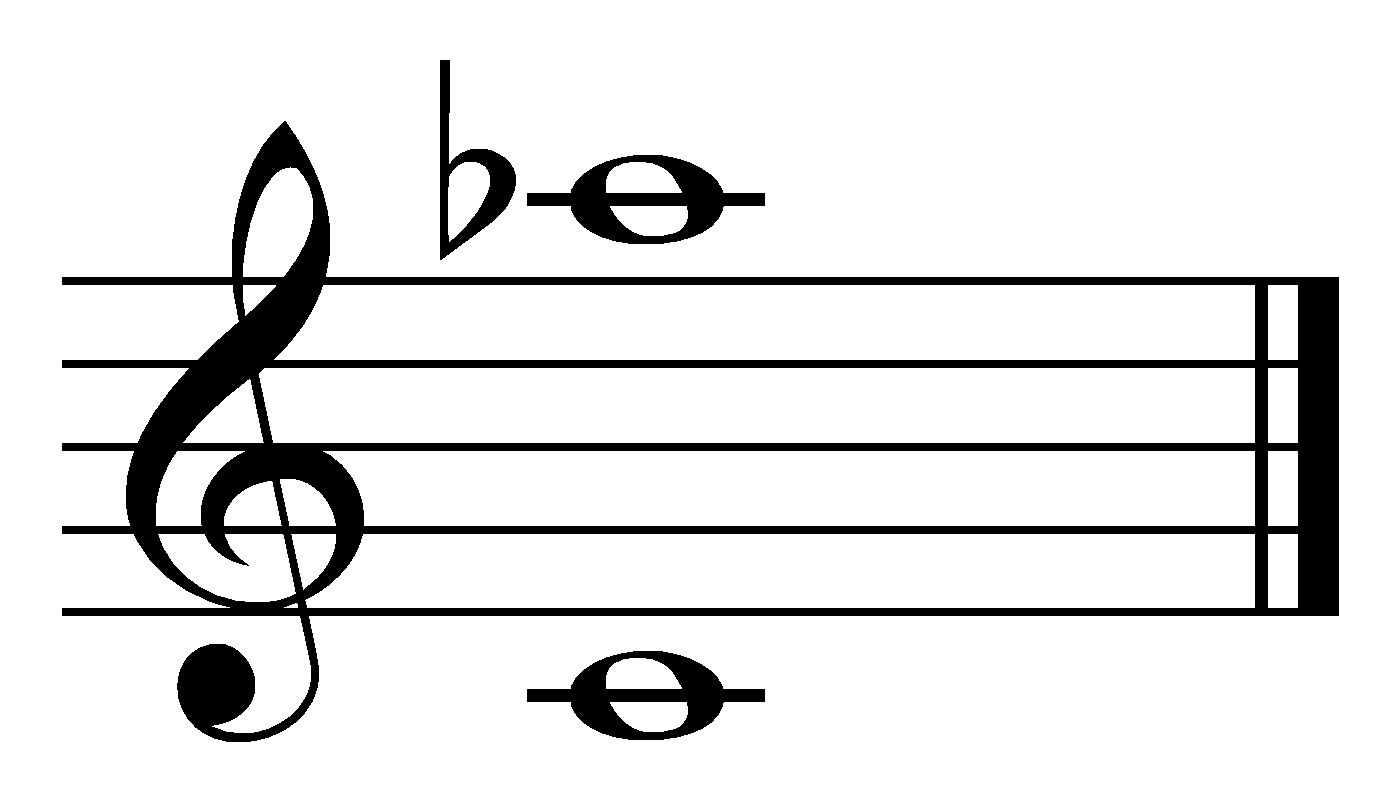
فاصله «سیزده کوچک» در گام دو مینور

## آکورد سیزدهم
آکورد سیزدهم اغلب روی درجه پنجم گام قرار می‌گیرد و به «سیزدهم نمایان» معروف است. آکورد سیزدهم اگر روی «پایه» گام قرار گیرد، آکورد «سیزده بزرگ» و اگر روی درجه پنجم گام قرار گیرد «سیزده نمایان» نامیده می‌شود و آکوردی «نامطبوع» شناخته می‌شود.

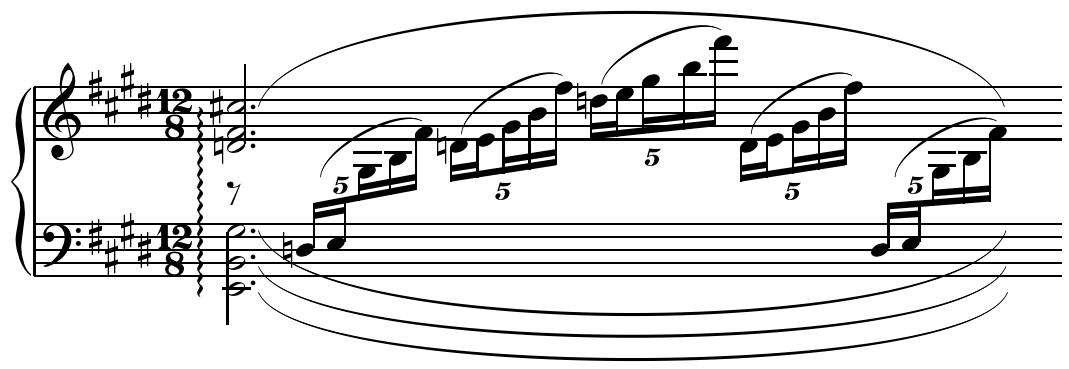
کاربرد آکورد «سیزده نمایان» در قطعه «بعد از ظهر یک دیو» اثر: کلود دبوسی

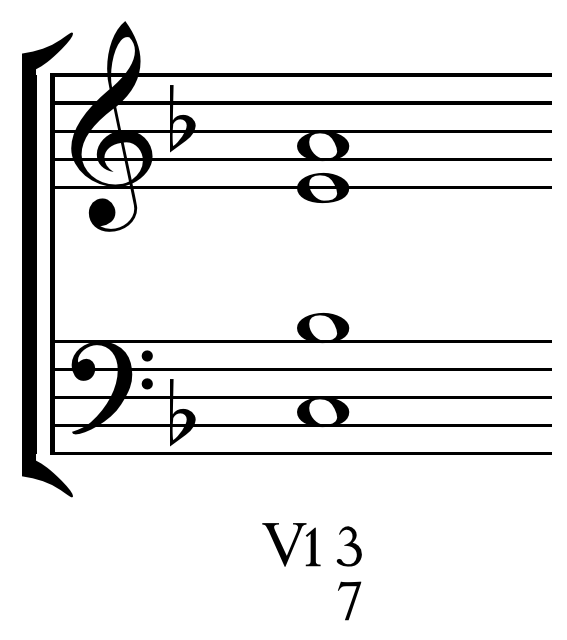
آکورد سیزده نمایان برای چهار صدا

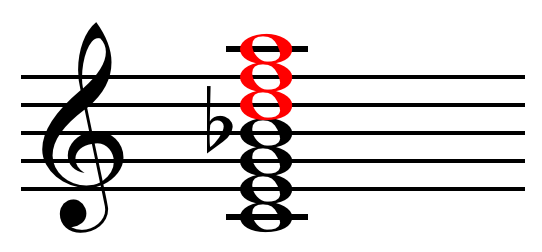
آکورد سیزده نمایان روی درجه پنج گام فا ماژور

## نگارخانه

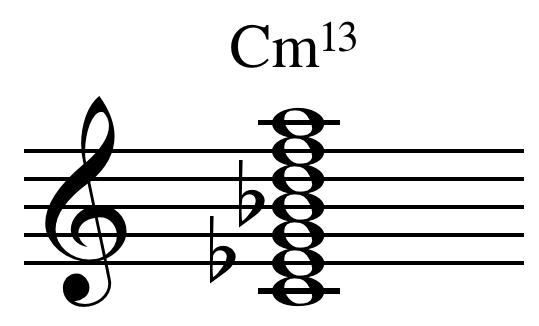
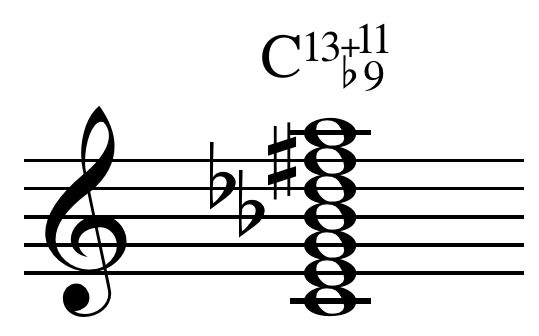
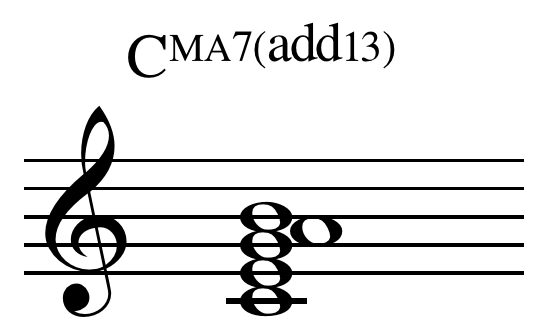
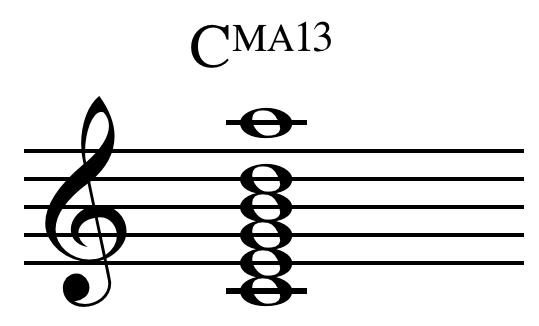
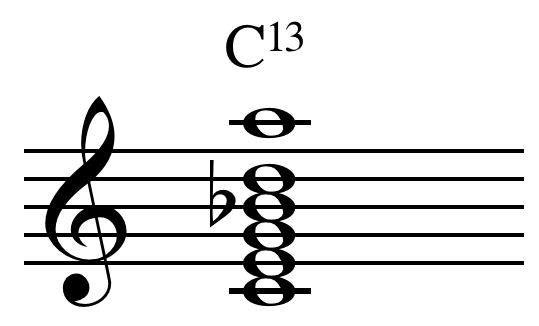
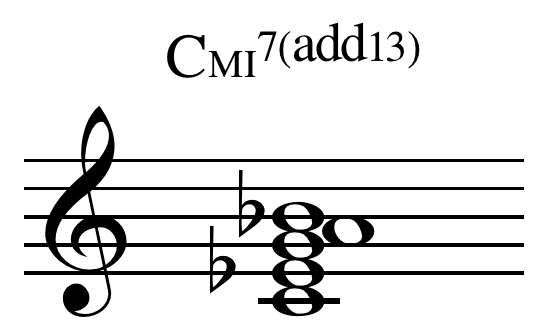
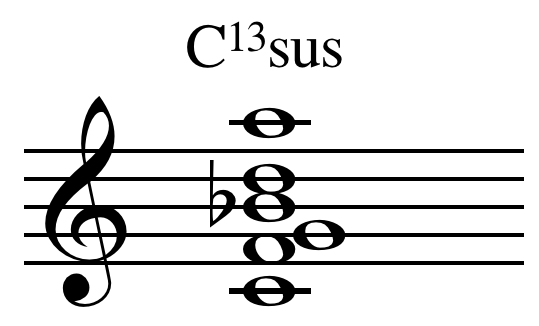
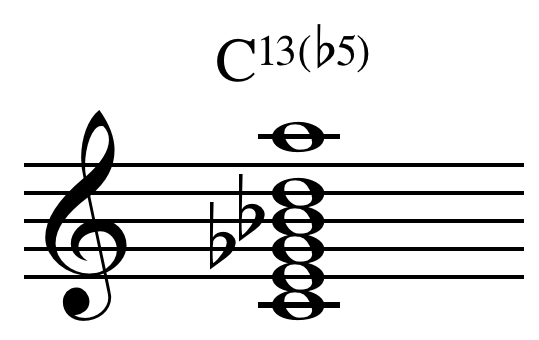
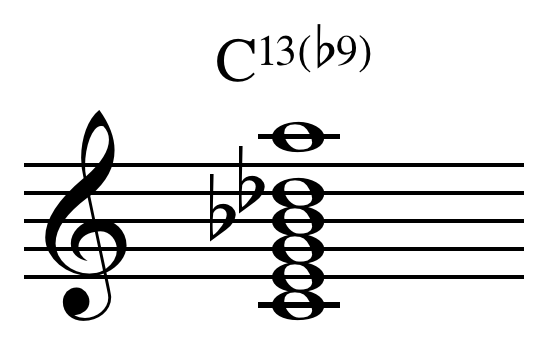
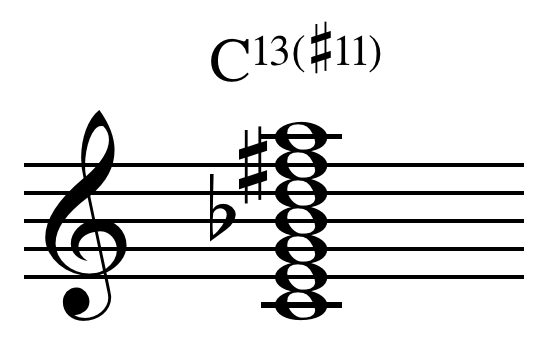
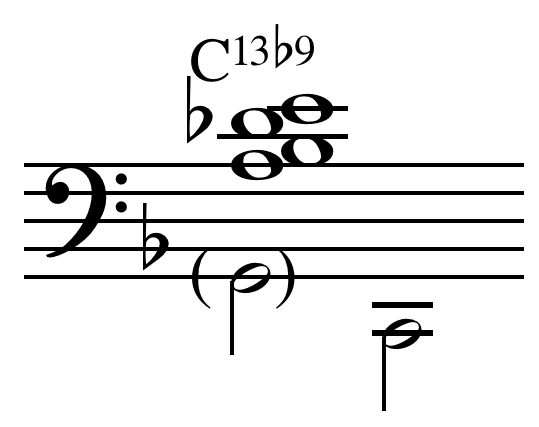
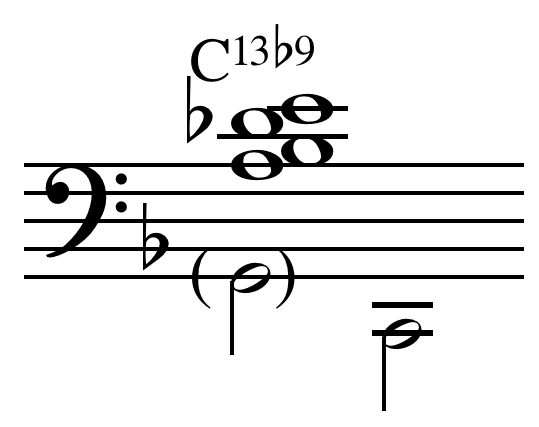

انواع مختلف آکوردهای سیزده: